# جین رندولف
جین رندولف جفرسون (به انگلیسی: Jane Randolph Jefferson) درگذشت ۱۷۷۶- تولد ۱۷۲۰ همسر پیتر جفرسون ٫ دختر ایشام رندولف ٫ مادر توماس جفرسون و خواهرزادهٔ پیتون رندولف بود.وی در لندن متولد شده بود و زمانی که بچه بود خانوادهٔ به ویرجینیا نقل مکان کرد.